# Keila (grad u Estoniji)
 Ovo je glavno značenje pojma Keila (grad u Estoniji). Za za općinu u Njemačkoj pogledajte Keila (Tiringija, Njemačka).
Keila (njem. Kegel) je grad i općina u okrugu Harjumaa u sjeverozapadnoj Estoniji. To je ujedno i administrativno središte Župe Keila. Keila leži na istoimenoj rijeci.
Prema popisu iz 2000. godine Keila ima 9.388 stanovnika. Od kojih su 82,8% bili Estonci, 12,1% Rusi, 1,8% Ukrajinci, 0,9% Finci, 0,7% Bjelorusi, 0,2% Litvanci, 0,1% Poljaci, 0,1% Tatari, 0,1% Nijemci i 0,1% Latvijci. Keila zauzima površinu od 11,25 km2

## Povijest
Najstariji tragovi ljudskih naselja u Keili datiraju od 2000. do 3000. godina prije Krista. U 15. i 16. stoljeću naselje se sastoji od nekoliko desetaka zgrada i stotinjak ljudi. U isto vrijeme izgrađena je mala tvrđava jugoistočno od crkve na jõesaare (danas poznat kao Jõepark). Tijekom livonijskog rata naselja i crkva bili su uništeni. Oživljavanje naselja je počelo tek u drugoj polovici 20. stoljeća. Keila službeno postaje gradom 1. svibnja 1938. Tijekom sovjetskog doba izgrađena je na periferiji grada vojna baza poznata kao "Tankipolk". Baza je srušena nekoliko godina nakon što je sovjetska vojska napustila zemlju. Godinama kasnije to je područje uređeno, te se zimi koristi za skijanje.

## Vanjske poveznice
|  | Zajednički poslužitelj ima još gradiva o temi Keila |

- Službene stranice  Arhivirana inačica izvorne stranice od 16. studenoga 2010. (Wayback Machine)